# Circonscription de Fiq
La circonscription de Fiq est une ancienne circonscription législative de l'État fédéré Somali, elle se situe dans la Zone Fiq. Son représentant de 2005 à 2010 a été Mohammed S/ Muhammed.